# Kandisha (film, 2020)
Pour les articles homonymes, voir Aïsha Kandisha.
Ne doit pas être confondu avec Kandisha.
Pour plus de détails, voir Fiche technique et Distribution.
Kandisha est un film d'horreur français écrit et réalisé par Alexandre Bustillo et Julien Maury, sorti en 2020.

## Synopsis
Une bande de filles vivant dans des barres d'immeubles, se retrouvent dans leurs repaires, un immeuble abandonné. Sous les papiers peints, elles découvrent un tag qui va inciter l'une d'elles à invoquer Aïsha Kandisha à la suite d'une agression. La créature se matérialisant dans leurs vies de manière violente, les filles tentent de la combattre avant qu'elle ne prennent les six vies d'hommes exigées. Cela se terminera mal pour l'invocatrice.

## Fiche technique
- Titre original et français : Kandisha
- Réalisation et scénario : Alexandre Bustillo et Julien Maury
- Musique : Raf Keunen
- Photographie : Simon Roca
- Montage : Baxter
- Production : Wassim Béji, Delphine Clot et Guillaume Lemans
- Sociétés de production : Esprits Frappeurs et WY Production
- Sociétés de distribution : M6 Vidéo (France)
- Pays de production :  France
- Langue originale : français
- Format : couleur - 2.35:1
- Genre : horreur, fantastique
- Budget : 2,6 millions d'euros[1]
- Durée : 85 minutes
- Dates de sortie :
  - Espagne : 16 octobre 2020 (Festival international du film de Catalogne)
  - France : 29 juillet 2021 (en vidéo à la demande) ; 3 novembre 2021 (en DVD et Blu-ray)
- Classification[2] :
  - France : Interdit aux moins de 12 ans

## Distribution
- Mériem Sarolie : Kandisha
- Mathilde Lamusse : Amélie
- Suzy Bemba : Bintou
- Samarcande Saadi : Morjana
- Walid Afkir : Recteur
- Bakary Diombera : Ako
- Sandor Funtek : Erwan
- Félix Glaux-Delporto : Antoine
- Dylan Krief : Ben
- Nassim Lyes : Abdel

## Production
Le tournage a lieu en juin et juillet 2019 en Belgique.

## Sortie et accueil
En raison de la pandémie de Covid-19, le film a été un temps envisagé pour une diffusion sur Netflix, avant une sortie en vidéo à la demande.